# Třída N (1916)
Třída N byla třída ponorek námořnictva Spojených států amerických. Celkem bylo postaveno sedm jednotek této třídy. Dělily se do dvou mírně odlišných skupin. Ve službě byly v letech 1917–1926. Druká skupina podle projektu Lake však byla do rezervy převedena už roku 1920.

## Stavba
Celkem bylo postaveno sedm ponorek této třídy. K jejich pohonu byly zvoleny slabší, ale také spolehlivější motory. První tři ponorky navrhla společnost Electric Boat Company a postavila loděnice Seattle Construction and Drydock Company v Seattlu. Zbývající čtyři ponorky navrhla a postavila loděnice Lake Torpedo Boat v Bridgeportu ve státě Connecticut. Do služby byly přijaty v letech 1917–1918.
Jednotky třídy N:
| Jméno           | Loděnice                                 | Založení kýlu     | Spuštěna           | Vstup do služby  | Osud |
| --------------- | ---------------------------------------- | ----------------- | ------------------ | ---------------- | --- |
| USS N-1 (SS-53) | Seattle Construction and Drydock Company | 26. července 1915 | 30. prosince 1916  | 26. září 1917    | Vyřazena 30. dubna 1926. Vyškrtnuta z rejstříku 1930. Sešrotována.                                                            |
| USS N-2 (SS-54) | Seattle Construction and Drydock Company | 29. července 1915 | 16. ledna 1917     | 26. září 1917    | Vyřazena 30. dubna 1926. Vyškrtnuta z rejstříku 1930. Sešrotována.                                                            |
| USS N-3 (SS-55) | Seattle Construction and Drydock Company | 31. července 1915 | 21. února 1917     | 26. září 1917    | Vyřazena 30. dubna 1926. Vyškrtnuta z rejstříku 1930. Sešrotována.                                                            |
| USS N-4 (SS-56) | Lake Torpedo Boat                        | 24. března 1915   | 27. listopadu 1916 | 15. června 1918  | Od 7. června 1920 v rezervě. Diesely demontovány a využity na ponorce USS L-3 (SS-42). Vyřazena 22. dubna 1922. Sešrotována.  |
| USS N-5 (SS-57) | Lake Torpedo Boat                        | 10. dubna 1915    | 22. března 1917    | 13. června 1918  | Od 7. června 1920 v rezervě. Diesely demontovány a využity na ponorce USS L-11 (SS-51). Vyřazena 19. dubna 1922. Sešrotována. |
| USS N-6 (SS-58) | Lake Torpedo Boat                        | 15. dubna 1915    | 21. dubna 1917     | 9. července 1918 | Od 7. června 1920 v rezervě. Diesely demontovány. Vyřazena 16. února 1922. Sešrotována.                                       |
| USS N-7 (SS-59) | Lake Torpedo Boat                        | 20. dubna 1915    | 19. května 1917    | 15. června 1918  | Od 7. června 1920 v rezervě. Diesely demontovány a využity na ponorce USS L-9 (SS-49). Vyřazena 7. února 1922. Sešrotována.   |

## Konstrukce

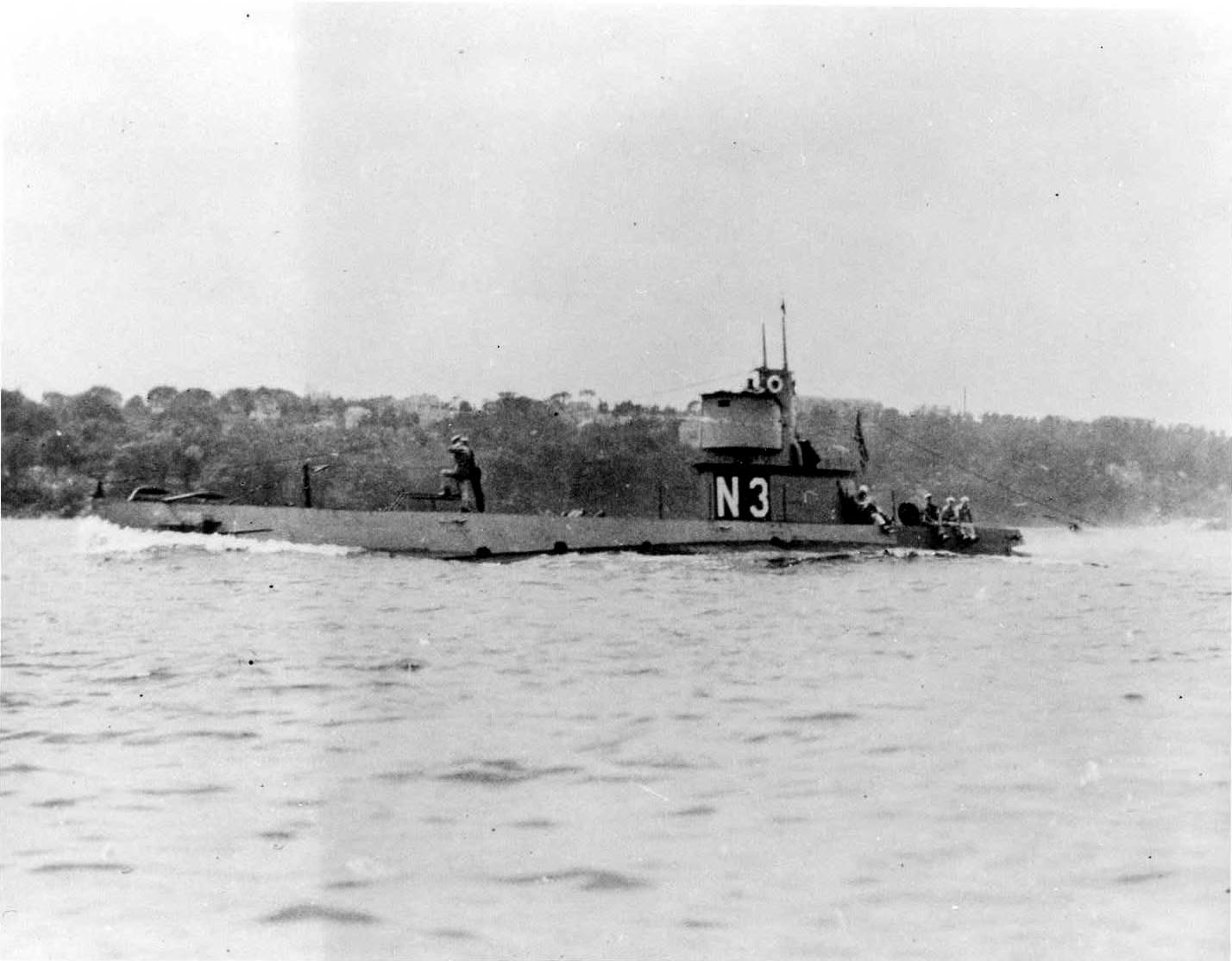
USS N-3 (SS-55)

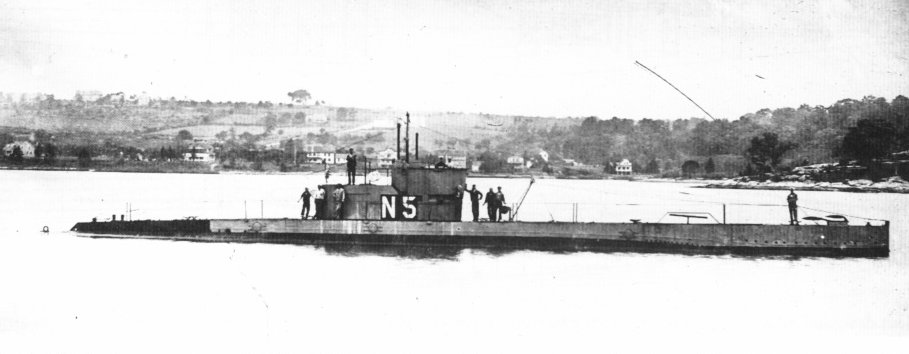
USS N-5 (SS-57)

Vyzbrojeny byly čtyřmi příďovými čtyřmi 457mm torpédomety se zásobou osmi torpéd. Pohon zajišťovaly dva diesely o výkonu 600 hp a dva elektromotory o výkonu 300 hp, které roztáčely dva lodní šrouby. Diesely první trojice byly typu New London Ship and Engine Company (NELSECO), ostatní Busch-Sulzer. Nejvyšší rychlost dosahovala třináct uzlů na hladině a jedenáct uzlů pod hladinou. Dosah byl 3500 námořních mil na hladině a třicet námořních mil při rychlosti pět uzlů pod hladinou. Hloubka ponoru byla 60 metrů.